# ماکسیم استویاناک
ماکسیم استویاناک (انگلیسی: Maksim Stojanac) خواننده، مجری و بازیگر بلژیکی است. او کار بازیگری خود را در سریال جوانان موزیکال بلژیکی مثل من آغاز کرد، جایی که در نقش وینس دوبوآ بازی کرد، او یک فوتبالیست با وعده‌های سینت جاب بود. او همچنین مجری صدای بچه‌های بلژیک در سال ۲۰۲۲ همراه با یک لمن بود. او از ۶ می ۲۰۲۲ آلبوم خود را به نام ماکسیم' منتشر کرده‌است.
او در آنتورپ به دنیا آمد، پدرش صربستانی و مادرش روسی است. او مدیریت بازرگانی را در مدرسه کارل د گروت-هوگس خواند.